# 済生会
済生会（さいせいかい、英語: Social Welfare Organization Saiseikai Imperial Gift Foundation, Inc.）とは、日本の慈善事業団体である。正式名称は、社会福祉法人恩賜財団済生会（しゃかいふくしほうじんおんしざいだんさいせいかい）。
青森県・秋田県・山梨県・岐阜県・徳島県・高知県・沖縄県の7県を除く40都道府県で、病院や診療所などの医療機関99施設と老人や障害者などの福祉施設280施設を開設・運営しており、約59,000人の職員が働く。運営する施設のうち、病院及び診療所は、医療法第31条の公的医療機関として位置づけられている。
もともとの設立の趣旨は経済的に恵まれない人々に医療を提供することであり、現在も社会福祉法に基づく無料低額診療事業を行う。近年では茨城県立こども病院や大阪府済生会千里病院救命救急センター（旧・大阪府立千里救命救急センター）のように、公立病院の運営を済生会が受託したり、指定管理者として管理している施設もある。

## 歴史
- 1911年（明治44年）
  - 2月11日 - 明治天皇の『済生勅語』によって、皇室よりの下付金150万円[1]（2021年時点で約18億円に相当[注釈 1]）と朝野の寄付金を合わせて創設される。
- 1911年（明治44年）
  - 5月30日 - 「恩賜財團濟生會」設立認可[1]。
  - 8月21日 - 財団発足。初代総裁に伏見宮貞愛親王、初代会長に桂太郎（総理大臣）。組織の運営は内務省が管理し、具体的な事業計画は地方自治体に委託する形式をとった。
- 1912年（明治45年） - 東京に深川診療所・本所診療所開設。
- 1913年（大正2年） - 横浜市西区岡野町に第一号病院として『神奈川縣病院』（現：済生会神奈川県病院）開設。のち横浜大空襲により焼失し、戦後移転。第二代会長に徳川家達就任。
- 1914年（大正3年） - 巡回診療を始める[3]。
- 1915年（大正4年） - 本部直営の基幹病院として「恩賜財團濟生會芝病院（現：東京都済生会中央病院）」開設。初代院長として北里柴三郎が就任。
- 1952年（昭和27年） - 社会福祉法人として認可。現在は、2001年（平成13年）1月の中央省庁再編により誕生した厚生労働省が所轄している。

## 名称と紋章

### 「済生会」の由来と意義づけ
「済生」という言葉そのものは中国の古典に由来する。財団はウェブサイトにおいて「済生」という語を、「生」すなわち「いのち」「民草＝国民」「繁栄」を「済う」という意味であると説明している。
2021年現在、財団はその名称になぞらえ、「生活困窮者を済う（すくう）」「医療で地域の生（いのち）を守る」「会を挙げ、医療・福祉の切れ目ないサービス」の3つを活動の目標として掲げている。

### 「恩賜財団」の組み文字表記
「恩賜」と「財団」は1行に書かずに、済生会よりも小さい文字で2行に組み文字にするのが正式名称である。これは明治天皇の意向とされており、第二次世界大戦後に社会福祉法人に組織形態が変わった後も引き継がれている。
設立時、下付金によって設立する財団の名称について、当時の桂太郎首相が「恩賜財団済生会」で伺いを立てたところ、天皇は「済生の事業は天皇と国民が一緒になって行うのだから、皇室だけが先行するような恩賜財団は適当ではない」として許さなかった。目立たないよう「恩賜」「財団」を組み文字にして改めて提案し、許されたという。
財団公式ウェブサイトでもコンピュータの特性を理由とし、「本来の表記」ではないと断りつつ、1行での表記を行っている（スタイルシート（CSS）によって「恩賜財団済生会」のような表記は可能であるが、対応ブラウザに限られる）。

### なでしこ紋章
「なでしこ紋章」と呼ばれる紋章は1912年（大正元年）に制定されたもの。初代総裁である伏見宮貞愛親王が済生会の理念を詠った和歌にちなみ、撫子の花葉に露をあしらっている。

## 役員

### 役員三役
- 総裁：秋篠宮文仁親王
- 会長：潮谷義子（2022年4月1日から）
- 理事長：炭谷茂（元・厚生官僚）

### 歴代総裁
- 初代：伏見宮貞愛親王（1911年（明治44年）8月21日 - 1923年（大正12年）2月4日）[1]
- 第2代：閑院宮載仁親王（1923年（大正12年）4月2日 - 1945年（昭和20年）5月20日）[1]
- 第3代：高松宮宣仁親王（1945年（昭和20年）8月21日 - 1987年（昭和62年）2月3日）[1]
- 第4代：宣仁親王妃喜久子（1987年（昭和62年）4月21日 - 2000年（平成12年）4月2日）[1]
- 第5代：寬仁親王（2000年（平成12年）4月3日 - 2012年（平成24年）6月6日）[1]
- 第6代：秋篠宮文仁親王（2013年（平成25年）4月1日 - ）[1]

### 名誉総裁
- 宣仁親王妃喜久子（2000年（平成12年）4月3日 - 2004年（平成16年）12月18日）[1]

## 拠点

### 本部
- 東京都港区三田一丁目4番28号三田国際ビルヂング21階。

### 支部
- 青森県・秋田県・山梨県・岐阜県・徳島県・高知県・沖縄県の7県を除く40都道府県に支部がある。支部の名称は、社会福祉法人恩賜財団済生会支部(都道府県)済生会 〔略称(都道府県)済生会]となっている（例えば東京都であれば、社会福祉法人恩賜財団済生会支部東京都済生会 〔略称東京都済生会]となる。